# Vårträsket (Lycksele socken, Lappland, 715944-162781)
Vårträsket är en sjö i Lycksele kommun i Lappland och ingår i Öreälvens huvudavrinningsområde. Sjön har en area på 0,251 kvadratkilometer och ligger 288 meter över havet. Vårträsket ligger i Öreälven Natura 2000-område. Sjön avvattnas av vattendraget Vårträskbäcken.

## Delavrinningsområde
Vårträsket ingår i det delavrinningsområde (716008-162741) som SMHI kallar för Mynnar i Öreälven. Medelhöjden är 318 meter över havet och ytan är 20,21 kvadratkilometer. Räknas de 2 avrinningsområdena uppströms in blir den ackumulerade arean 36,69 kvadratkilometer. Vårträskbäcken som avvattnar avrinningsområdet har biflödesordning 2, vilket innebär att vattnet flödar genom totalt 2 vattendrag innan det når havet efter 168 kilometer. Avrinningsområdet består mestadels av skog (77 procent) och sankmarker (18 procent). Avrinningsområdet har 0,3 kvadratkilometer vattenytor vilket ger det en sjöprocent på 1,5 procent.